# The X Factor
The X Factor är en brittisk sångtävling i TV-format inom realitygenren som började sändas 2004 då man tog över efter engelska Pop Idol (originalversionen av Idol) på kanalen ITV. Namnet The X Factor står för det extra som finns hos dem som verkligen har en talang som krävs för att bli en stor stjärna.
Några av de tydligaste skillnaderna med The X Factor och övriga sångtävlings-program är att de tävlande kan vara i vilken ålder som helst, från 16 år och uppåt, jurymedlemmar blir efter en punkt i programmet coacher till deltagarna, även grupper kan tävla och att jurymedlemmarna coachar deltagarna och till slut tävlar juryn mot varann med deltagare som de coachar.
Juryn i Storbritannien består av Louis Walsh, Gary Barlow, Nicole Scherzinger och Tulisa Contostavlos.
Formatet har idag sålts till ett 20-tal länder där det görs i inhemska versioner.
Formatet produceras i lokala versioner i våra nordiska grannländer. 2008 i Danmark, 2009 i Norge, och 2010 i  Finland. På grund av rättighetsproblem har ingen svensk kanal tidigare kunnat köpa visningsrättigheter för den brittiska versionen av The X Factor i Sverige, men efter upprepade försök fick till slut TV4 option på formatet och planerar att sända programmet under 2012 under namnet X Factor Sverige. Tidigare under samma år fick även Albanien rättigheterna att sända sin version av programmet under namnet X Factor Albania som hade premiär den 8 januari 2012. 

## Formatets skapare och ägare
Simon Cowell är en av skaparna bakom The X Factor, dess exekutiva producent och ägare genom bolaget Syco TV och även anledningen till att programmet visas istället för Popidol i Storbritannien. Simon hade blivit den i särklass starkaste stjärnan i programmet och när han inte längre ville vara med utan istället lansera sitt eget format X Factor var det självklart för TV-bolaget ITV att köpa programmet för att man inte skulle tappa Cowell. 

## Tävlingsstegen

### Audition
Programmet letar folk med musik-talang över hela landet och har öppna auditions runt om i landet eller staten som programmet spelas in i. Audition sker på arenor inför både publik och X Factor-juryn. De som får ett ja från tre av de fyra jurymedlemmarna går vidare till nästa steg.

### Bootcamp
De som går vidare från auditionturnén hamnar på "bootcamp". Artisterna får coachning och sätts på prov i både sång och dans för att sedan återigen ge en audition så att jurymedlemmarna kan välja vilka de vill ta vidare till nästa steg. På bootcamp delas artisterna in i dem fyra kategorierna killar, tjejer, över 30 och grupper. Varje jurymedlem är sedan ansvarig för en kategori. Det blir endast 24 akter totalt som går vidare till nästa steg.

### Judges houses
Vid judges houses tar varje jurymedlem hem artisterna i sin kategori till en utvald plats för att ge dem intensiv coachning inför deras sista audition. Denna sista uppsjungningen sker inför enbart en jurymedlem och en gästexpert och här avgörs vilka som tar en plats bland de tolv finalisterna.

### Livesändning
Här är tävlingen aktuell live och varje vecka tävlar artisterna om tittarnas röster i dem livesända konserterna för att få stanna kvar. Av de tolv finalisterna är det slutligen bara en vinnare kvar som tar hem priset.

## Amerikansk version
Under april 2009 gick det rykten i TV-branschen om att Cowell hade planer på att lansera en amerikansk version av The X Factor efter att hans kontrakt med American Idol gått ut. Under sitt dåvarande kontrakt var Cowell förbjuden att lansera formatet i USA så länge han själv var jury i American Idol. TV-bolaget NBC, som haft stora framgångar med Cowells format America's Got Talent, uppgavs vara villiga att betala stora summor för att få sända X Factor. Det spekulerades i att Louis Walsh och Cheryl Cole från brittiska X Factor skulle bli domare i sällskap med tidigare American Idol-domaren Paula Abdul. Under september 2010 florerade rykten i media om att Fox hade gått med på att lansera X Factor i sin kanal om Cowell också skulle fortsätta som domare i en nionde och sista säsongen av American Idol.  
Det amerikanska TV-bolaget Fox lanserade X Factor i USA under TV-säsongen 2011-2012 med start i september 2011. Simon Cowell lämnade därmed American Idol-juryn för att istället sitta i X Factors jury. 

## Gästframträdanden
Många nya artister har upptäckts genom programmet, och många av dessa har fått släppa skivor som gått hem i butikerna. Bland dessa övriga förutom vinnarna finns bland annat G4, Journey South, Maria Lawson, Raymond Quinn , Jedward och Andy Abraham.
Megastjärnor som Michael Jackson, Beyoncé, Rihanna, Usher, Celine Dion, Christina Aguilera, Kylie Minogue, Mariah Carey och Westlife medverkar i programmet som röstcoacher och flera av dem har även gjort duetter med de tävlande i veckofinalerna. [källa behövs]

## Svensk säsong
Den 9 september 2012 hade den svenska versionen av X Factor premiär på TV4.

## Vinnare av The X Factor
- 2004 - Steve Brookstein
- 2005 - Shayne Ward
- 2006 - Leona Lewis
- 2007 - Leon Jackson
- 2008 - Alexandra Burke
- 2009 - Joe McElderry
- 2010 - Matt Cardle
- 2011 - Little Mix
- 2012 - James Arthur
- 2013 - Sam Bailey
- 2014 - Ben Haenow
- 2015 - Louisa Johnson
- 2016 - Matt Terry

## Vinnarlåtar
Dessa låtar släpptes som debutsinglar åt vinnaren efter segern. Förutom That's My Goal så har annars vinnarlåten alltid varit en cover.
- 2004 - Against All Odds
- 2005 - That's My Goal
- 2006 - A Moment Like This
- 2007 - When You Believe
- 2008 - Hallelujah
- 2009 - The Climb
- 2010 - When We Collide'
- 2011 - Cannonball
- 2012 - Impossible
- 2013 - Skyscraper
- 2014 - Something I Need
- 2015 - Forever Young